# Chiesa dei Santi Cornelio e Cipriano (Artogne)
La chiesa dei Santi Cornelio e Cipriano è la parrocchiale di Artogne, in provincia e diocesi di Brescia; fa parte del zona pastorale della Bassa Val Camonica. 

## Storia della chiesa
La presenza di una cappella ad Artogne è accennata in un documento del 1299. La chiesa fu poi riedificata nel XV secolo. 
La parrocchia di Artogne con decreto vescovile del 15 novembre 1661 venne innalzata a parrocchia arcipresbiteriale, con il Parroco che può fregiarsi del titolo di Arciprete, indossando rocchetto e mozzetta paonazza.
L'attuale parrocchiale venne costruita nel 1724 da don Paolo Bosio o Bozzo, dopo che il progetto era stato presentato nel 1710 da don Maffeo Bianchi, e terminata nel 1755. La chiesa fu decorata da Ludovico Gallina tra il 1780 ed il 1787. Nel 1805 fu realizzato l'organo Perolini, nel 1855 il campanile fu restaurato e nel 1872 la chiesa fu ristrutturata. La parrocchiale subì un ulteriore intervento di restauro tra il 1953 ed il 1956 dal coccagliese Giuseppe Rubagotti. Nel 1956 venne installato l'organo Tamburini posto dietro l'altare maggiore. Nel 1958 venne realizzata la scalinata che porta al sagrato e tra il 1959 ed il 1965, vennero scolpite le statue che adornano la facciata. Nel 1973 fu rifatto il tetto e, nel 1988, il pavimento. In seguito alla rottura della precedente, nel 2007, fu realizzata una nuova campana numero due realizzata dalla ditta Allanconi di nota MI3, tradizionalmente riservata all'annuncio della morte dei parrocchiani.

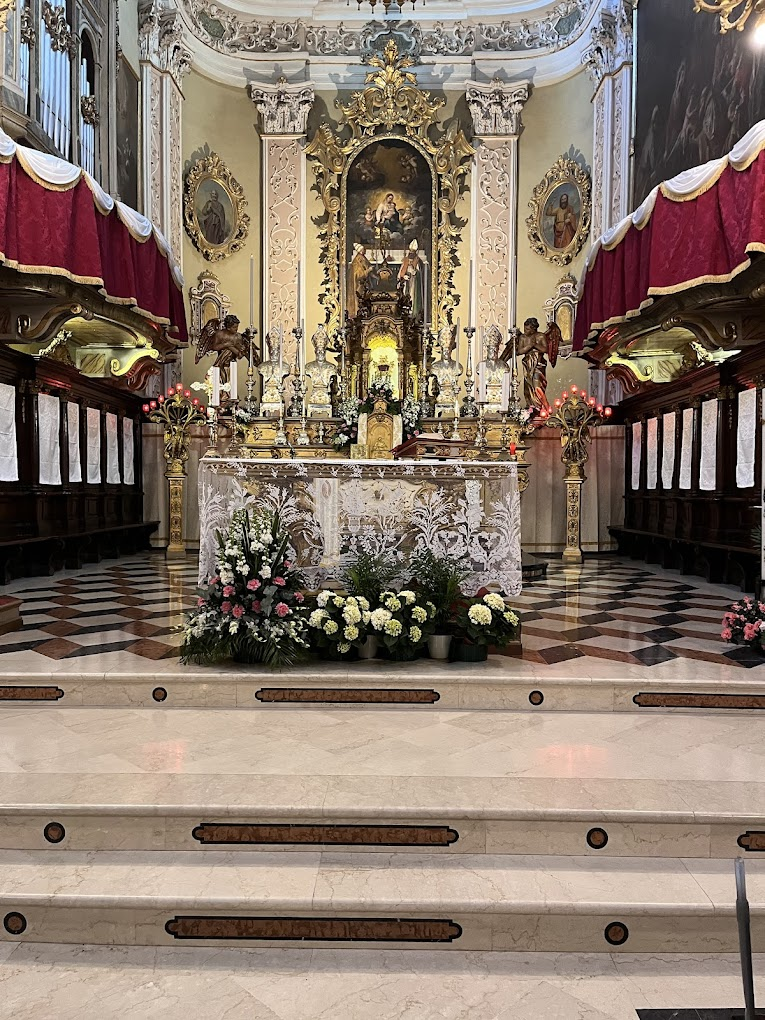
Presbiterio parato per la Pasqua

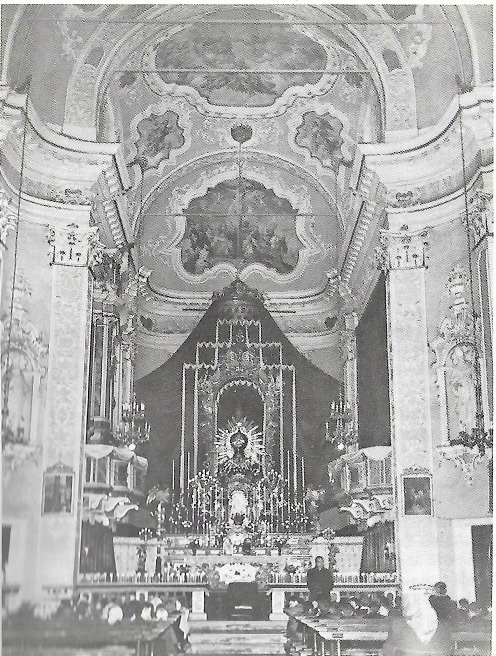
Presbiterio della Chiesa parato per le quarantore (1940-50)

## Descrizione
Localizzata in posizione centrale rispetto al paese, la Parrocchiale è certamente la più imponente nelle dimensioni tra le chiese che si trovano sul territorio artognese.
La costruzione dell’edificio attuale risale al XVIII secolo, come testimonia l’iscrizione leggibile sul portale principale: “Pietas Populi erexit anno 1751”; ma si tratta sicuramente dell’ampliamento di una chiesa più antica.
Questa era situata in corrispondenza dell’attuale presbiterio e della sacrestia, dove effettivamente si trova tuttora un interessante portale, almeno cinquecentesco, probabile traccia della chiesa precedente.
Il nuovo edificio, che può essere considerato una delle chiese settecentesche più interessanti della zona, presenta nella sua struttura alcune caratteristiche architettoniche tipiche del periodo in cui fu realizzata: linee tardo barocche stemprate dagli aspetti più ridondanti e caratterizzate da un andamento più agile ed elegante.

### Esterno
La notevole facciata, resa più imponente dalla scenografica scalinata realizzata negli anni cinquanta davanti al sagrato, è sobria per quanto riguarda i materiali e i cromatismi, emerge invece per il movimento dell’apparato architettonico.
Il fronte principale è organizzato su due ordini, divisi da un’alta trabeazione dove è riportata anche la dedicazione della chiesa ai Martiri Cornelio e Cipriano "Cornelio et Cypriano Martyribus". Al di sopra della trabeazione del secondo ordine si eleva il timpano, all’interno del quale si trova un affresco presumibilmente ottocentesco raffigurante il Padre Eterno benedicente.
I cornicioni, fra il primo e il secondo ordine e sotto il timpano, ne sottolineano il movimento.
Nei quattro scomparti laterali dei due ordini in facciata sono le nicchie con otto statue di Santi realizzate in età moderna, ma ben integrate nel contesto.
La zona centrale presenta, al livello superiore, una grande finestra con vetrata colorata e decorazioni in stucco e, a quello inferiore, l’imponente portale dell’ingresso principale in pietra di Sarnico, settecentesco.
Degno complemento al ricco portale, sini i battenti lignei, anch’essi caratterizzati da una commistione tra elementi dei secoli XVII e XVIII.
Sui fianchi della chiesa, privi di qualsivoglia elemento decorativo, spiccano i due eleganti portali laterali, realizzati in pietra di Sarnico, architravati, e sovrastati da lunette ad arco ribassato con notevoli modanature.
Su entrambi i lati, in prossimità del presbiterio, sono addossati due corpi di fabbrica più bassi: la sacrestia a sud e l’accesso al piccolo teatro parrocchiale a nord.
In cima al fusto quadrato del campanile la cella campanaria di linee ottocentesche è sormontata da una lanterna ottagonale conclusa da una cupola rivestita di metallo.

### Interno
All’interno sono facilmente distinguibili i grandi spazi del presbiterio quadrato e della navatura rettangolare, a due campate. I due ambienti sono divisi da gradini, un tempo sormontati anche da una ricca balaustra.
Ai lati di ogni campata si trovano le quattro cappelle laterali.
In ognuna di queste cappelle si trova l’Altare e la Pala con tela ad olio raffigurante i santi cui è dedicata; fa eccezione quella della Madonna del Rosario che, in un notevole contesto definito da marmi rossi e bianchi, presenta invece la statua della Vergine.
Il dinamismo spaziale della chiesa è ulteriormente sottolineato dalle lesene con i loro capitelli corinzi, dal ricco cornicione che gira tutto intorno alla chiesa e dall’alternansi delle volte a vela e di quelle a botte della copertura.
A tutto questo va aggiunto naturalmente il ricco apparato decorativo, dato dai notevoli affreschi delle volte e delle pareti, dalle decorazioni in stucco, dalle statue dei santi presenti nelle nicchie e dalle tele poste nelle pale degli altari e nella zona del presbiterio.
Di notevole interesse: l’altare maggiore in legno dorato che contribuisce in maniera significativa al carattere maestoso e solenne della Parrocchiale, il coro in legno per i celebranti, in stile neoclassico, la cantoria e la sede dell’organo in legno marmorizzato del presbiterio; i confessionali e la bussola dell’ingresso principale (XIX secolo) sulla contofacciata.

#### Artisti che hanno lavorato alla chiesa
Gli autori di tali opere, alcune di notevole interesse, sono sicuramente da ricordare: Ludovico Gallina che, tra il 1780 e il 1787, ha realizzato gli affreschi della navata e del presbiterio, oltre che l’originaria Cacciata dei mercanti dal tempio della controfacciata; Gaspare Diziani, autore degli oli su tela: Adorazione dei Magi, S. Filippo Neri con S. Girolamo Emiliani, S. Eurosia con S. Barbara (tutti collocati nel presbiterio); Domenico Voltolini detto il Nasino autore della Pala dell’altare di San Vincenzo Ferreri e San Carlo (Cristo fra i Santi Giovanni, Carlo, Vincenzo, Gaetano e Ignazio), senza dimenticare Giacomo Ceruti detto il Pitocchetto con la Madonna del Rosario proveniente dalla chiesa di Santa Maria
.